# Kusiluoto
Kusiluoto är en ö i Finland. Den ligger i sjön Pihlajavesi och i kommunerna Nyslott, Sulkava och Sulkava och landskapet Södra Savolax, i den sydöstra delen av landet, 280 km nordost om huvudstaden Helsingfors. Öns största längd är 30 meter i sydväst-nordöstlig riktning.